# Ótoro
Ótoro (en griego, Ὄθορος) fue una antigua ciudad griega de la península Calcídica. 
Perteneció a la Liga de Delos puesto que aparece en los registros de tributos a Atenas entre los años 448/7 y 434/3 a. C., así como en el decreto de tasación de tributos del año 422/1 a. C. Es probable que fuera una de las ciudades de la península Calcídica que se rebelaron contra Atenas en el año 432 a. C. pero se desconoce su localización exacta, aunque también se ha sugerido que podría haber estado situada cerca de Metone.